# BMW G 650 X
Les BMW G 650 sont une série de motocyclettes du constructeur allemand BMW.
La gamme des G 650 se compose dans un premier temps de trois machines aux vocations distinctes. La Xchallenge est plutôt de type enduro, la Xcountry est un trail et la Xmoto est un supermotard.
Côté technique, toutes utilisent le même moteur Rotax monocylindre quatre temps à refroidissement liquide de 650 cm3, déjà vu sur les F 650. Il développe 53 chevaux à 7 000 tr/min, pour un couple de 6 mkg à 5 250 tr/min. Il est alimenté par une injection électronique.
Le cadre est de type poutre. La suspension avant est assurée par une fourche télescopique inversée de 45 mm de diamètre, réglable en détente et compression sur la Xchallenge et la Xmoto. Le débattement est de 270 mm sur ces deux machines tandis qu'il n'est que de 240 mm sur la Xcountry.
La suspension arrière fait appel à un monoamortisseur hydraulique sur la Xcountry et la Xmoto, et à un monoamortisseur pneumatique sur la Xchallenge. Les débattements annoncés sont de 270, 210 et 215 mm, respectivement pour la Xchallenge, la Xcountry et la Xmoto. Sur toutes les trois, le bras oscillant est en aluminium.
Le freinage est assuré par un simple disque, de 300 mm sur Xchallenge et Xcountry, de 320 mm sur Xmoto, pincé par un étrier flottant double piston. L'arrière fait appel à un simple disque de 240 mm et un étrier simple piston. L'ABS est disponible en option.
Les poids à sec annoncés sont de 144, 148 et 147 kg. Les hauteurs de selle varient entre 840 (pour la Xcountry) et 930 mm (pour la Xchallenge).
Toutes trois sont retirées du catalogue fin 2010. Elles sont remplacées par la BMW G 650 GS.

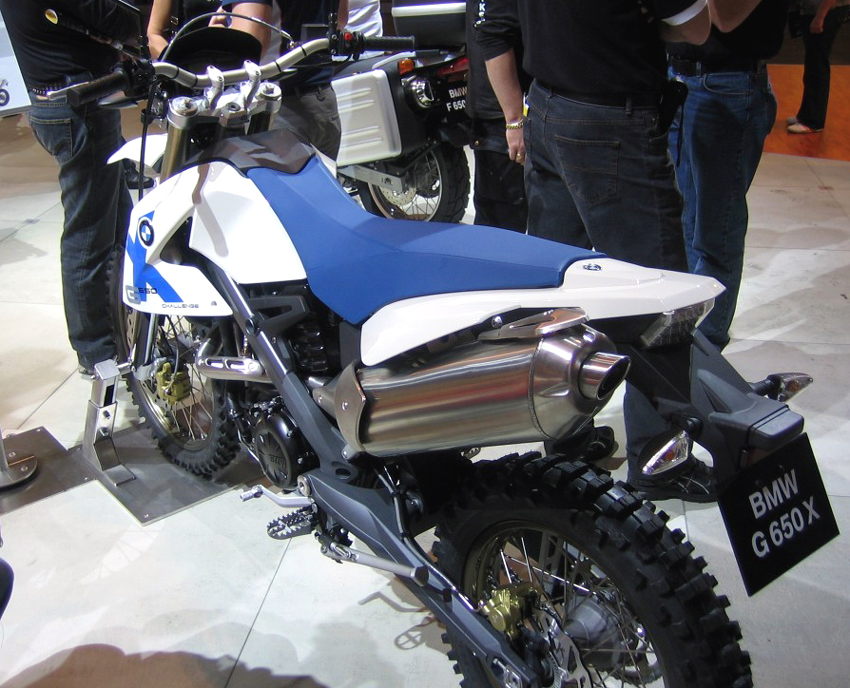
Xchallenge
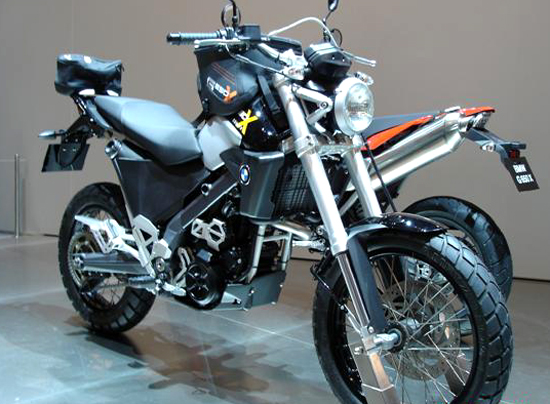
Xcountry
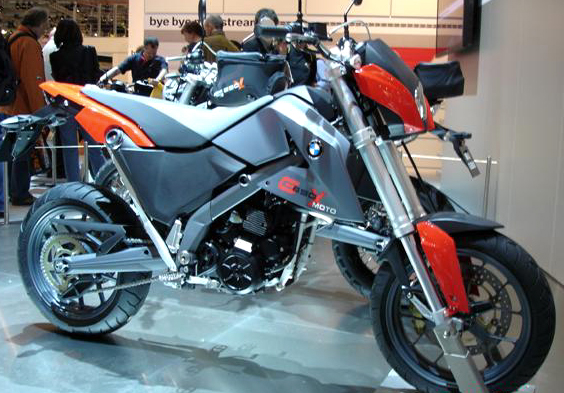
Xmoto